# Serjania truncata
Serjania truncata är en kinesträdsväxtart som beskrevs av Ludwig Radlkofer. Serjania truncata ingår i släktet Serjania och familjen kinesträdsväxter. Inga underarter finns listade i Catalogue of Life.